# برنارد ویلیام راجرز
برنارد ویلیام راجرز (انگلیسی: Bernard W. Rogers; ۱۶ ژوئیهٔ ۱۹۲۱ – ۲۷ اکتبر ۲۰۰۸) ژنرال نیروی زمینی ایالات متحده آمریکا بود، که در فاصله سال‌های ۱۹۷۶ تا ۱۹۷۹ به‌عنوان بیست و هشتمین رئیس ستاد نیروی زمینی ایالات متحده آمریکا فعالیت می‌کرد.
راجرز فعالیت نظامی را از سال ۱۹۴۰ در نیروی زمینی آمریکا آغاز کرد، از ۱۹۶۹ تا ۱۹۷۰ فرماندهی لشکر ۵ پیاده را برعهده داشت و از ۱۹۷۲ تا ۱۹۷۴ معاون پرسنلی نیروی زمینی آمریکا بود.
وی از ۱۹۷۴ تا ۱۹۷۶ به‌عنوان فرمانده نیروهای زمینی ایالات متحده فعالیت می‌کرد، در فاصله سال‌های ۱۹۷۹ تا ۱۹۸۶ فرماندهی اروپایی ایالات متحده آمریکا را برعهده داشت و با حفظ سمت، هشتمین فرمانده عالی متفقین اروپا در ناتو بود.
او در جنگ جهانی دوم، جنگ کره و جنگ ویتنام حضور داشت و در سال ۱۹۸۶ پس از ۴۶ سال خدمت، از نیروهای مسلح آمریکا بازنشسته شد.